# RK Bjelovar
RK Bjelovar ist ein kroatischer Handballverein aus Bjelovar. Die erste Mannschaft spielt in der ersten kroatischen Liga. Der Verein spielte auch unter dem Namen Partizan Bjelovar.

## Geschichte
Aus zwei Anfang der 1950er Jahre gegründeten Vereinen, Slaven und einer Schulmannschaft, entstand 1955 der Verein Partizan Bjelovar. 1957 stieg der Verein erstmals in die erste jugoslawische Liga auf und wurde gleich in der ersten Spielzeit Meister. Dies bedeutete den Beginn einer großen Ära; der Verein wurde bis 1980 noch weitere acht Mal Meister.
Auch auf europäischer Bühne konnten Erfolge errungen werden: Scheiterte Partizan Bjelovar 1958 im ersten Anlauf in einem kontinentalen Wettbewerb noch in der ersten Runde an Dinamo Bukarest, zog er drei Jahre später ins Finale ein, das er gegen Frisch Auf Göppingen verlor. Partizan war bei diesem Ereignis der erste Verein aus Jugoslawien, der damals ein Finale außerhalb der Landesgrenzen bestreiten durfte. In der Folge nahm Partizan regelmäßig an den europäischen Wettbewerben teil. Im Europapokal der Landesmeister Finale 1972 in der Dortmunder Westfalenhalle schlug man den großen Favoriten VfL Gummersbach mit 19:14. Ein Jahr später scheiterte man abermals im Finale an MAI Moskau.
Mit dem vorletzten Platz in der Saison 1979/80 stieg Partizan Bjelovar nach 22 Jahren aus dem Oberhaus ab und konnte lange nicht mehr an die Erfolge vergangener Jahre anknüpfen.
Nach dem Bürgerkrieg in Kroatien 1991 wurde der Verein in RK Bjelovar umbenannt. Weitere sechzehn Jahre spielte der Handballverein aus Bjelovar in den unteren Regionen der kroatischen Liga, ehe zur Saison 2007/08 der Aufstieg in die erste Liga gelang.

## Bekannte Spieler
- Mirko Bašić
- Boris Bradić
- Hrvoje Horvat
- Marijan Jakšeković
- Pavle Jurina
- Željko Nimš
- Stjepan Obran
- Miroslav Pribanić
- Zvonimir Serdarušić
- Vladimir Smiljanić-Babura
- David Špiler
- Rastko Stefanović
- Željko Vidaković
- Albin Vidović

## Bekannte Trainer
- Željko Seleš
- Ante Kostelić

## Vereinserfolge

### Meisterschaft
- Jugoslawien: 1957/58, 1960/61, 1966/67, 1967/68, 1969/70, 1970/71,  1971/72, 1976/77, 1978/79
- Jugoslawischer Vizemeister: 7 Mal

### Europäische Wettbewerbe
- Europapokal der Landesmeister:
  - Sieger 1971/72
  - Finalist 1961/62 und 1972/73
  - Halbfinale 1967/68 und 1970/71
- Europapokal der Pokalsieger:
  - Halbfinale 1976/77